# Spirulida
Ordre
Spirulida forme un ordre de mollusques céphalopodes ne comportant plus qu'une espèce vivante connue : la spirule (Spirula spirula).

## Classification: sous-ordres et familles

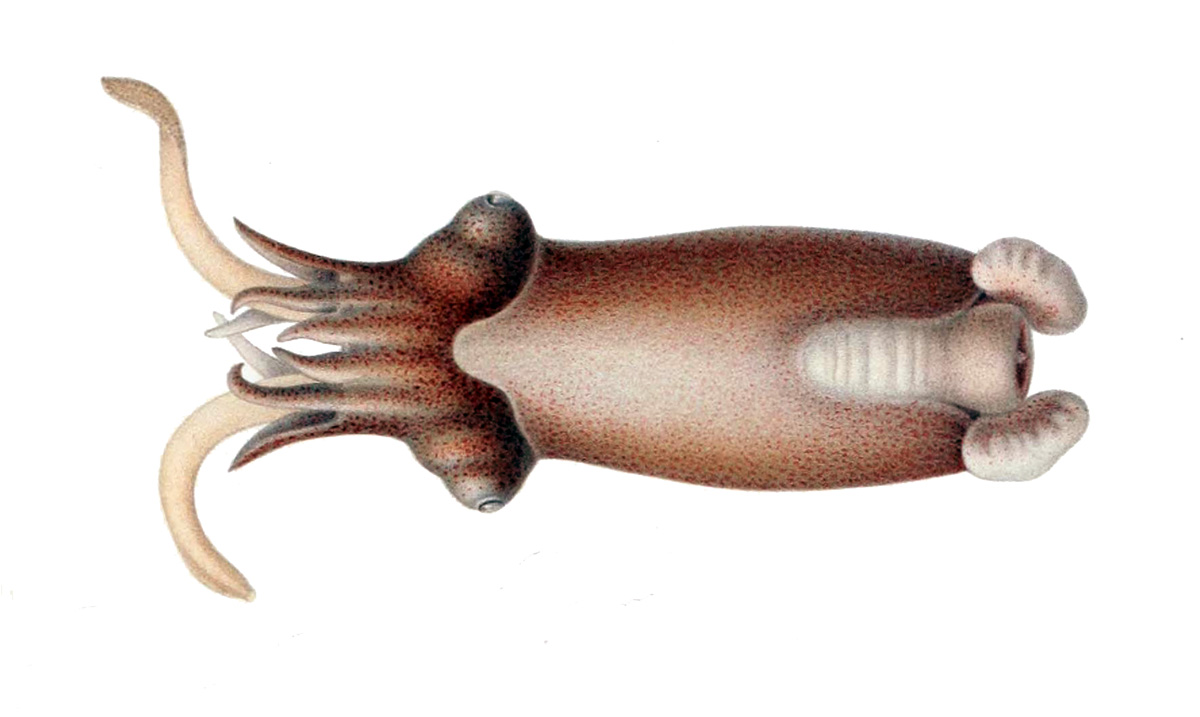
Spirule.

- Sous-ordre †Groenlandibelida
  - †Groenlandibelidae
  - †Adygeyidae
- Sous-ordre †Belopterina
  - †Belemnoseidae
  - †Belopteridae
- Sous-ordre Spirulina
  - †Spirulirostridae
  - †Spirulirostrinidae
  - Spirulidae Owen, 1836